# Triraphis hunanensis
Triraphis hunanensis är en stekelart som beskrevs av Chen och He 1997. Triraphis hunanensis ingår i släktet Triraphis och familjen bracksteklar. Inga underarter finns listade i Catalogue of Life.